# Santa María de los Doce Apóstoles
Santa María de los Doce Apóstoles (también conocido como Línea 12) es una localidad paraguaya del departamento de Boquerón, ubicada en el kilómetro 474 de la ruta PY12, a unos 511 km de Asunción.
Actualmente la localidad posee poca población, contando con unos 140 habitantes aproximadamente y forma parte administrativamente del municipio de Boquerón (Ex Neuland), ubicado a unos 190 kilómetros de distancia.

## Toponimia
Su nombre hace referencia al personaje bíblico de María Magdalena, quien fue fiel seguidora y discípula de Jesús junto con los otros doce apóstoles, al inicio del surgimiento del cristianismo.
Su otro nombre de Línea 12 es debido al nombre de la ruta donde se ubica la localidad, ya que los caminos principales en esta zona del Chaco Central están numerados, por ejemplo: Línea 1, Línea 2, etc.

## Historia
Desde el año 1992 hasta el 2021 la localidad formó parte del municipio de Mariscal Estigarribia.
Posteriormente, desde el 13 de enero de 2021, Santa María de los Doce Apóstoles fue incorporado al nuevo distrito de Boquerón (Ex Neuland).

## Geografía
Santa María de los Doce Apóstoles se ubica en el desvío del kilómetro 474 de la ruta PY12. Al norte y noreste limita con la Comunidad Indígena Quenjacloi, al este y sureste con Virgen de Fátima, al sur y suroeste con Magariños y al oeste y noroeste con Fortín Ayala Velázquez, respectivamente.
| Noroeste: Fortín Ayala Velázquez | Norte: Comunidad Indígena Quenjacloi | Nordeste: Comunidad Indígena Quenjacloi |
| Oeste: Fortín Ayala Velázquez    |                                      | Este: Virgen de Fátima                  |
| Suroeste: Magariños              | Sur: Magariños                       | Sureste: Virgen de Fátima               |

## Clima
El clima de Santa María de los Doce Apóstoles se clasifica como semiárido cálido según Köppen, siendo uno de los climas más extremos de Paraguay, teniendo temperaturas muy extremas, con máximas que van hasta los 46 °C a la sombra en verano y mínimas que caen hasta los −7 °C en invierno. El verano es generalmente húmedo y con algunas lluvias, en cambio el invierno es extremadamente seco.

## Infraestructura
En la actualidad la infraestructura de la zona es pobre y deficiente, pero se espera que con las inversiones del gobierno paraguayo la zona empiece a crecer en los próximos años.
El poblado posee algunas instituciones públicas como: una escuela y un puesto de salud. También posee algunos negocios privados como: despensas, minimercados, locales de comida, etc.